# Nicholas de Soulis (Adliger, † 1265)
Nicholas de Soulis, Lord of Liddesdale (auch de Sules; † 1265 in Rouen) war ein schottischer Adliger.
Nicholas de Soulis entstammte der Familie de Soulis, einer schottischen Adelsfamilie, deren Oberhaupt seit dem 12. Jahrhundert das erbliche Hofamt des Butler of Scotland innehatte. Er war ein Sohn von Fulco de Sules. Nach dem Tod seines Vaters vor 1227 erbte er dessen Besitzungen, vor allem die feudale Baronie Liddesdale in den Scottish Borders. 1243 bezeichnete er sich in einer Urkunde erstmals als königlicher Butler (lateinisch pincerna regis). 1244 beschwor er für König Alexander II. die Einhaltung des Vertrags von Newcastle. Vor 1246 wurde er Sheriff von Roxburgh. Als Sheriff gehörte er in diesem Jahr zu den schottischen Vertretern, die zusammen mit zwölf englischen Rittern Streitigkeiten entlang der schottisch-englischen Grenze beilegen sollte, wie es der 1237 geschlossene Vertrag von York vorsah.
Soulis heiratete sehr wahrscheinlich Annora de Normanville, die zweite Tochter von John de Normanville, einem Adligen aus dem nordenglischen Northumberland. Nach Normanvilles Tod 1243 wurden seine Besitzungen bei Stamfordham unter seinen drei Töchtern aufgeteilt, so dass Soulis durch seine Frau Landbesitz in Northumberland erwarb. Auf Grund eines Streits von Soulis mit dem nordenglischen Adligen Robert de Gressope beschlagnahmte der englische König Heinrich III. die Besitzungen bei Stamfordham, doch vor 1251 erhielt Soulis sie zurück. Nach dem Tod von König Alexander II. 1249 übernahm ein Regentschaftsrat für den minderjährigen König Alexander III. die Regierung. Schon bald kam es innerhalb des Regentschaftsrats zu Machtkämpfen. Soulis unterstützte offenbar die Gruppe um Walter Comyn, Earl of Menteith, denn als dieser 1255 aus dem Regentschaftsrat ausscheiden musste, musste auch Soulis den Rat verlassen. Als Comyn 1257 erneut an die Macht kam, spielte Soulis aber keine politische Rolle mehr. Er bezeugte noch 1263 eine Urkunde. Nach der Chronik von Walter Bower soll er im nordfranzösischen Rouen gestorben sein.
Mit seiner Frau Annora de Normanville hatte Soulis mindestens drei Söhne:
- William de Soulis († 1292/93)
- John de Soules († nach 1311)
- Thomas de Soulis

Sein Erbe wurde sein ältester Sohn William.